# Affäre Finaly
Bei der Affäre Finaly (Affaire Finaly), die sich zwischen 1945 und 1953 in Frankreich abspielte, ging es um die Frage, wem das Sorgerecht für zwei Holocaustwaisen zugesprochen werden sollte. Die Brüder Robert Finaly (geboren am 14. April 1941) und Gérald Finaly (geboren 3. Juli 1942) wurden 1950 von einem Gericht in Grenoble ihrer in Israel lebenden Tante zugesprochen.
Die Affäre warf ein Schlaglicht auf die scharfen Gegensätze in Frankreich zwischen Klerikalen und Antiklerikalen, Philosemiten und  Antisemiten sowie Verfechtern des republikanischen Rechtsstaats und des universellen kanonischen Rechts. An der Affäre beteiligt waren ein französischer Minister, Papst Pius XII. und auch zwei zukünftige Päpste, Angelo Giuseppe Roncalli (Johannes XXIII.) und Giovanni Montini (Paul VI.). Die Affäre erinnerte die Juden in Frankreich an die Dreyfus-Affäre und beeinflusste den jüdisch-christlichen Dialog in Frankreich nachteilig.

## Familie Finaly
Der österreichische Arzt Fritz Finaly (1906–1944) wurde noch am 21. Juli 1938, nach dem Anschluss Österreichs im März, unter Auflagen an der Universität Wien promoviert und erhielt mit seiner Promotion gleichzeitig ein Berufsverbot für das Deutsche Reich. Er heiratete am 30. August 1938 in Wien Anni Schwarz (1915–1944) und emigrierte zunächst in die Tschechoslowakei und nach deren Zerschlagung nach Paris. Eine Weiterreise nach Bolivien gelang nicht, und so wurde Finaly bei Ausbruch des Zweiten Weltkriegs zunächst als feindlicher Ausländer interniert. Eine Schwester Finalys war nach Palästina emigriert, zwei andere nach Neuseeland.
Nach der deutschen Eroberung Frankreichs und Besetzung Nordfrankreichs wohnten die Finalys in La Tronche bei Grenoble in Vichy-Frankreich, wo Finaly ohne eine Zulassung illegal praktizierte. Die dort geborenen Söhne Robert und Gérald wurden vom Vater beschnitten und sollten im mosaischen Glauben aufwachsen. Das Ehepaar Finaly wurde am 14. Februar 1944 verhaftet und am 7. März mit dem Transport no. 69 vom Sammellager Drancy in das KZ Auschwitz deportiert und dort vergast. 1950 erfolgte in Frankreich eine amtliche Todeserklärung.
Der dreijährige Robert und der zweijährige Gérald Finaly wurden 1944 von einer Nachbarin und Vertrauten der Eltern im Kloster der Sionsschwestern in Grenoble untergebracht. Der Orden war 1842 von zwei jüdischen Konvertiten gegründet worden und hat den besonderen Auftrag, sich der Erziehung und Betreuung zum christlichen Glauben bekehrter Juden zu widmen. Von dort kamen die beiden in das städtische Kinderheim. Dessen Vorsteherin Antoinette Brun hatte bereits zehn andere jüdische Kinder aufgenommen und versteckte die Gruppe, als eine Gestapo-Durchsuchung drohte, in einem Haus bei Vif, wo sie die Befreiung Frankreichs Ende 1944 erlebten.

## Prozess
Die Kindergärtnerin Brun war nicht gewillt, die beiden Jungen, die nun in der städtischen Krippe und in katholischen Internaten lebten, in ihre jüdische (Groß-)Familie zurückkehren zu lassen, als sich im Februar 1945 Margarethe Fischel, Schwester Finalys, aus Neuseeland und später, 1948, die Tante Yehudith Rosner aus Israel beim Œuvre de secours aux enfants und der Kommunalverwaltung in Grenoble meldeten. In den Folgejahren ließ Brun mit Unterstützung kirchlicher Institutionen die Aktivitäten der Verwandten ins Leere laufen. Brun ließ die beiden Jungen 1948 katholisch taufen; dabei hatte sie die Unterstützung der Ordensschwestern. Von da an war es auch eine grundsätzliche Frage für die katholische Kirche, zwei Christen den Juden zu überlassen. Der Apostolische Nuntius in Frankreich Angelo Roncalli hatte bereits im Oktober 1946 angeordnet, dass während des Krieges aufgenommene jüdische Kinder nicht aus der Obhut der Kirche entlassen werden sollten, und sich dabei auf Papst Pius XII. berufen.
Nur durch den persönlichen Einsatz des Grenobler Chemieunternehmers Moshe Keller und des Grenobler Anwalts Wladimir Rabinovitch konnte nach einigen juristischen Fehlschlägen schließlich 1950 ein Gerichtsbeschluss erwirkt werden, der die Übergabe der Kinder an die Tante in Israel anordnete. Für die Institutionen der französischen katholischen Kirche kam die Erziehung katholisch getaufter Kinder in einer jüdischen Familie hingegen nicht in Frage. Um die Herausgabe zu verhindern, berieten Brun und die Äbtissin Antoine sich 1952 mit Kardinal Pierre-Marie Gerlier und dem (katholischen) Handelsminister Guy Petit. Die Kinder wurden von Kirchenangehörigen in Marseille versteckt und danach durch die baskische Grenzregion ins franquistische Spanien geschmuggelt. Am 8. Januar 1953 gestanden Brun und Mutter Antoine dem Richter des Cour d’Appel de Grenoble die Kindesentführung, verrieten aber nicht den Aufenthaltsort in Spanien. Brun und Antoine wurden kurzzeitig verhaftet, aber nicht verurteilt.
In der öffentlichen Affäre bezog der Literaturnobelpreisträger und Katholik François Mauriac im Figaro Stellung für die Kindergärtnerin Brun. Für die politische Linke wies Paul Bénichou in Le Monde auf die Verletzung des französischen Grundsatzes der Trennung von Staat und Kirche hin. Von Seiten des Papstes Pius XII. war der Staatssekretärsubstitut Giovanni Montini mit der Angelegenheit befasst. Außenminister Georges Bidault benutzte einen Staatsbesuch in Italien, um im Vatikan über das Problem zu beraten. Im Gegenzug zu einer Kooperation beim Auffinden der Kinder verlangte der spanische Diktator Francisco Franco von Frankreich die Ausweisung republikanischer Spanier aus Frankreich, was von Bidault zurückgewiesen wurde. In der Nationalversammlung wurde die Affäre als Große Anfrage thematisiert. Auf der Straße wurden katholische Geistliche von Passanten angepöbelt und nach dem Verbleib der Finaly-Jungen gefragt.
Auf Druck der öffentlichen Meinung kam es schließlich zu Verhandlungen zwischen Kardinal Gerlier und dem Großrabbiner in Frankreich Jacob Kaplan, der seinerseits mehrere Appelle veröffentlicht hatte. In die Aktion waren auch Germaine Ribière und Pierre Chaillet eingebunden, die beide während der deutschen Okkupation Juden gerettet hatten.
Mit Unterstützung des Anwalts Maurice Garçon wurde am 23. Juni 1953 ein weiterer Gerichtsbeschluss in Grenoble erwirkt, und die Kinder tauchten am 25. Juni im französischen Konsulat in San Sebastian wieder auf. Im Juli 1953 trafen die Kinder in Israel ein. Ihre Eingliederung in eine neue familiäre Umgebung und eine neue Sprache erwies sich als schwierig und wurde von den Psychologen Kalman Benyamini und Reuven Feuerstein begleitet. Robert Finaly wurde später Arzt im Soroka-Krankenhaus in Beʾer Scheva und Gerald Finaly Soldat der israelischen Armee und Angestellter bei der Telefongesellschaft Bezeq in Haifa. Beide haben eine Familie.

## Rezeption
Über die Affäre wurden mehrere Monografien veröffentlicht. 2007 produzierte David Korn-Brzoza mit dem Journalisten Noël Mamère für France 3 die einstündige Dokumentation L’Affaire Finaly mit Interviews der Brüder. Der Fernsehfilm Une enfance volée – l’affaire Finaly wurde erstmals 2008 bei France 2 gezeigt und danach wiederholt ausgestrahlt. In dem Film spielen Charlotte de Turckheim die Madame Brun und Pierre Cassignard den Moïse Keller. Die Regisseurin Fabrice Genestal wurde von der Historikerin Catherine Poujol unterstützt.